# Natural News
Natural News（ナチュラル・ニュース、旧称: NewsTarget、現在は別の姉妹サイト）は、反ワクチンの陰謀論とフェイクニュースを掲載している極右のウェブサイト。代替医療・疑似科学・極右過激主義を奨励していることで知られている。
このウェブサイトの創設者であるマイケル・アレン・"マイク"・アダムズは、遺伝子組み換え食品の支持者に対する暴力行為の扇動を示唆するブログ記事を投稿した後、支持者とされる人々の名前をリストアップした別のサイトを作成したとされ、注目を集めた。彼は「嘘を広めるために疑似科学を利用している」と非難されている。アダムズは、ワクチンを「医療による児童虐待」と表現している。
このウェブサイトは、さまざまなサプリメントを販売しており、代替医療や地球温暖化否定論を広めたり、栄養・健康関連の偏向した主張を展開している。また、フェイクニュースも拡散しており、さまざまな陰謀論や、元米国大統領のドナルド・トランプに肯定的なプロパガンダも拡散している。それらの陰謀論には、化学物質恐怖症的なものが含まれており、ケムトレイルを始めとして、フッ素含有飲料水・制汗剤・洗濯用洗剤・グルタミン酸ナトリウム・アスパルテーム・ワクチンなどの危険性が主張されている。また、遺伝子を組み換えられた蚊がジカウイルスを媒介しているという陰謀論や、遺伝子組み換え作物とそれに関連する農法・食品の悪影響も主張している。
2014年時点で、Natural Newsの月間ユニークビジター数は約700万である。
2020年5月、Facebookは、Natural Newsが北マケドニアとフィリピンにあるコンテンツファームを利用して注目度を高めていることを発見し、スパム行為の一種であるとして、Natural Newsのコンテンツをプラットフォームから禁止する措置を講じた。Natural Newsは、trump.news、extinction.news、mind.control.news、および veggie.news など、各トピックに特化した大量のドメインにコンテンツを流用することで禁止措置を回避した。ロンドンを拠点とするシンクタンク・Institute for Strategic Dialogueは、2020年6月時点で、Natural Newsに関連するドメイン名が496件存在することを発見した。

## 創設者
マイケル・アレン・"マイク"・アダムズ（英: Michael Allen "Mike" Adams、カンザス州ローレンス出身、1967年 - ）は、Natural Newsの創設者兼所有者である。ドメイン名は2005年に登録され、2008年に記事の公開を開始した。アダムズ自身が運営するウェブサイトによると、30歳のときに2型糖尿病を発症したことをきっかけに代替栄養学に興味を持つようになり、自然療法を用いて「数ヶ月で糖尿病を完治させ、心身ともに完璧な健康体に生まれ変わった」という。彼は、少なくとも8つの記事で Amazon Herb Company の製品を推奨しており、その中には「完全に独立した視点の第三者からの評価」とされるものも含まれているが、デイリー・ビーストによって誤解を招くような内容であることが明らかにされ、アリゾナ州の非営利事業の記録から、彼は Amazon Herb Company と金銭的な利害関係を持っていることが判明した。彼は、ローフード愛好家かつホリスティック医学を信奉する栄養士であり、加工食品・乳製品・砂糖・哺乳類の肉、およびグルタミン酸ナトリウム（MSG）などの添加物を含む食品を一切口にしないと主張している。また、処方薬の服用や、西洋医学に基づいている医師の診察も避けているという。
アダムズは、2010年メキシコ湾原油流出事故やマレーシア航空370便墜落事故に関する陰謀論を支持している。また、実証されていないがんの治療法であるBurzynski療法に関する映画『Burzynski: Cancer Is Serious Business』を宣伝しており、同じ陰謀論者であるジム・マーズの著書も宣伝している。スティーブン・ノヴェラは、アダムズのことを「危険な陰謀論屋の変人」と評している。
アダムズは、豚インフルエンザワクチンに反対するなど、自身のウェブサイトに掲載されている記事と同様の見解を表現したミュージックビデオを制作している。

## 批判
『Vaccine』誌に寄稿したアンナ・カタは、Natural Newsを「無責任な健康情報」を広めている数多くのウェブサイトの一つとして挙げている。ジョン・バンクスによると、アダムズは「嘘を広めるために疑似科学を利用」しており、「科学ブロガーからは、一般的にやぶ医者や詐欺師とみなされている」という。そのような科学ブログの一つである『ScienceBlogs』のデイヴィッド・ゴルスキは、Natural Newsのことを「インターネット上で最も惨めなくずといんちき療法の巣窟の一つ」と呼んでいる。また、「インターネット上のいたるところで最悪のいんちき療法と被害妄想に駆られた反医師・反医療の陰謀論を露骨に提供」しており、「人類が知るほぼすべてのいんちき療法が一堂に会しており、科学に基づいた医療や科学全般に対する容赦のない敵意がたっぷりと塗り込められている」と評している。『Ratbags』のピーター・バウディッチは、Natural Newsに関するコメントを公表している。『NeuroLogica Blog』のスティーブン・ノヴェラは、Natural Newsのことを「考えうるあらゆる種類の医学的ナンセンスを喧伝している迷惑な代替医療サイト」と呼んでおり、「非科学的であったり、反科学的であったり、陰謀論的であったり、完全にばかげたものであったりしても、マイク・アダムズは、自身のサイトで販売している『自然製品』が売れれば何でもいいと思っているようだ」と述べている。
アダムズのウェブサイトについてコメントした人物には、天文学者・ブロガーのフィル・プレート、ポール・ザカリー・マイヤーズ、およびマーク・ホーフナグルなどがいる。ブライアン・ダンニングは、NaturalNews.comを「最悪の反科学サイトトップ10」の第1位に挙げている。アダムズは、Quackwatchの「疑わしい治療法の拡散者」に挙げられている。『The Skeptic's Dictionary』のロバート・キャロルは、「Natural Newsはあまり良い情報源ではない。私の言うことが信じられないのであれば、『Respectful Insolence』や『ScienceBlogs』に行って『Natural News』や『Mike Adams』（Natural Newsの運営者）で検索してみるとよい。何百件もの項目が見つかるが、情報源としてのマイク・アダムズについて良く書いているものは一つもない」と述べている。
アトランティックによると、Natural NewsはFacebook上で最も有名な反ワクチンサイトの一つであるという。『Vaccine』誌に掲載された記事によると、このサイトは「一般的に無責任な健康情報を広める傾向にある（たとえば、がん治療のための化学療法や放射線療法、HIVのための抗レトロウイルス薬、糖尿病のためのインスリンを推奨しないなど）だけではなく、ワクチンに関する疑わしい情報を掲載するセクションも多い」という。
2009年にパトリック・スウェイジが死去した際、アダムズは記事を投稿し、「医薬品や化学療法によって命を落とした多くの有名人の仲間入りを果たした」と述べた。スウェイジに関するアダムズの記事は、デイヴィッド・ゴルスキやフィル・プレートなどのブロガーがコメントを寄せており、後者はアダムズのコメントについて「不快で嫌悪感を覚える」と述べた。アンジェリーナ・ジョリーがBRCA1遺伝子の変異を理由に、2013年5月に両乳房切除手術を受けた際、アダムズは「数え切れないほど多くの女性がBRCA1遺伝子を持っているにもかかわらず、乳がんにならないのは、賢い栄養摂取と運動、適度な日光浴、およびがんの原因となる化学物質の回避を基本とした、健康的でがんに罹りにくいライフスタイルを送っているからだ」と述べた。ゴルスキは、この記事を「卑劣」であると評し、アダムズがマイケル・ジャクソンやトニー・スノー、ティム・ラサートの死について、過去に同様のテーマで記事を書いていることを指摘した。
2014年2月、イリノイ州アーリントンハイツの『デイリー・ヘラルド』に寄稿したブライアン・パーマーは、ヒマラヤ岩塩を浴びたり、ひじきを食べるなど、代替医療の治療法をNatural Newsが宣伝していることを批判し、Natural Newsが主張するその効果について「荒唐無稽」であると評した。2014年8月、『Grist』誌に寄稿したナタナエル・ジョンソンは、Natural Newsを「単純に信用できない」「陰謀論サイトに過ぎない」と切り捨てた。
2014年8月11日、Natural Newsは、エボラ出血熱に対するホメオパシー療法を宣伝する記事を掲載したが、複数のコメンテーターから厳しい批判が寄せられ、その日のうちに削除された。Natural Newsは、この記事に関する声明の中で、記事を投稿したブロガーのKen Oftedalについて「審査中」であるとし、エボラ出血熱に罹患した人々を容認している訳ではないと述べた。しかし、2014年8月20日時点で、同サイトはアダムズが書いたエボラ出血熱の治療に植物薬を使用することを推奨する記事を依然として掲載している。「偽のエボラ治療薬」に関する記事の中で、アダムズは、ハーブがエボラ治療薬として有効であることを証明できると主張し、批判を浴びた。
2016年12月8日、ビジネスインサイダーに寄稿したマイケル・V・レバインは、Natural Newsを科学に関するフェイクニュース流行の一端であるとして批判した。「胡散臭いセールスマンは、医学の黎明期から偽療法を押し付けてきたが、今日では『Natural News』などのウェブサイトが、危険な反医薬品・反ワクチン・反GMOの疑似科学をソーシャルメディア上に氾濫させ、何百万もの人々を予防可能な病気にかかる危険にさらしている」。
2017年2月22日、Googleは、Natural Newsの約140,000件のページをリストから除去し、検索結果から削除したが、その後すぐに復活した。翌年の2018年3月3日、YouTubeはNatural Newsの動画チャンネルを利用規約違反として無効化し、動画群を事実上サイトから削除したが、その後チャンネルは復活し、動画も再び閲覧可能となった。2019年6月、Facebookは、スパムに対するポリシーに違反したとして、Natural NewsをFacebook上から削除した。アダムズは『InfoWars』において、自身のサイトがFacebookから「永久に禁止された」と述べ、『The Gateway Pundit』では、この禁止措置は自身のサイトに対する陰謀の一部であるとの見解を述べた。

## 主な主張
2011年、アダムズは、多くのブルーベリー食品には、本物のブルーベリーが含まれていないというレポートをNatural Newsに掲載した。
2013年、アダムズは、チキンマックナゲットを顕微鏡で観察した際の様子を記事にした。彼はその記事の中で、「真っ黒な髪の毛のような構造」と「藻のような物体」が含まれていたと述べた。
2014年7月、アダムズは、遺伝子組み換え作物について肯定的に書いているメディアをナチス・ドイツのプロパガンダと比較し、「有毒な遺伝子組み換え作物で『世界を養う』という偽りの約束のもと、人類に対して行われている凶悪な犯罪を加速させるために署名したモンサント社の協力者たち」であると評した。彼はさらに、太字で次のように声明を続けた。「人類に対する極悪非道な犯罪に従事している人々の殺害を積極的に計画し、実行することは、世界中の人間の道徳的権利であり、義務でさえある」。この投稿の翌日、バイオ産業に協力しているとされる科学者やジャーナリストの名前を列挙した『Monsanto Collaborator』（モンサントの協力者）というウェブサイトがネット上に公開されたが、アダムズは、モンサントが彼を陥れるために公開したものであると主張し、ウェブサイトを作成したことを否定した。
2019年、Natural Newsは、風力原動機は化石燃料よりも地球温暖化に寄与しているという虚偽の主張を行った。